# Общество плоской Земли
О́бщество пло́ской Земли́ (англ. Flat Earth Society) — псевдонаучная организация, основанная в Англии и позднее возрождённая в США, пропагандирующая идею плоской Земли. Общество плоской Земли отстаивало идею, согласно которой Земля имеет форму плоского диска.
Общество плоской Земли считается одной из разновидностей дениализма — иррационального отрицания общепринятых фактов и научных данных.

## История

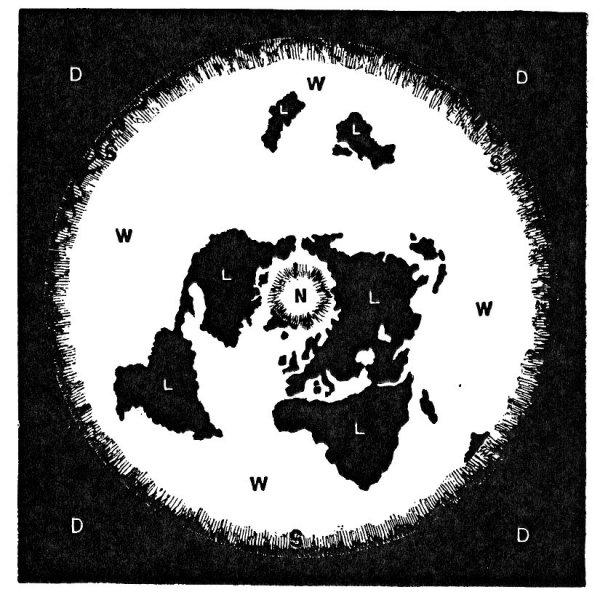
Изображение Земли из книги «Земля — не глобус» Сэмюэля Роуботэма

У истоков Общества плоской Земли стоял английский изобретатель Сэмюэл Роуботэм (1816—1884), который в XIX веке доказывал плоскую форму Земли. Его последователи основали Вселенское зететическое общество (англ. Universal Zetetic Society).
В США идеи Роуботэма были восприняты Джоном Александром Доуи, основавшим в 1895 году Христианскую католическую апостольскую церковь. В 1906 году главой церкви стал Уилбур Гленн Волива, заместитель Доуи, который пропагандировал идею плоской Земли до своей смерти в 1942 году.

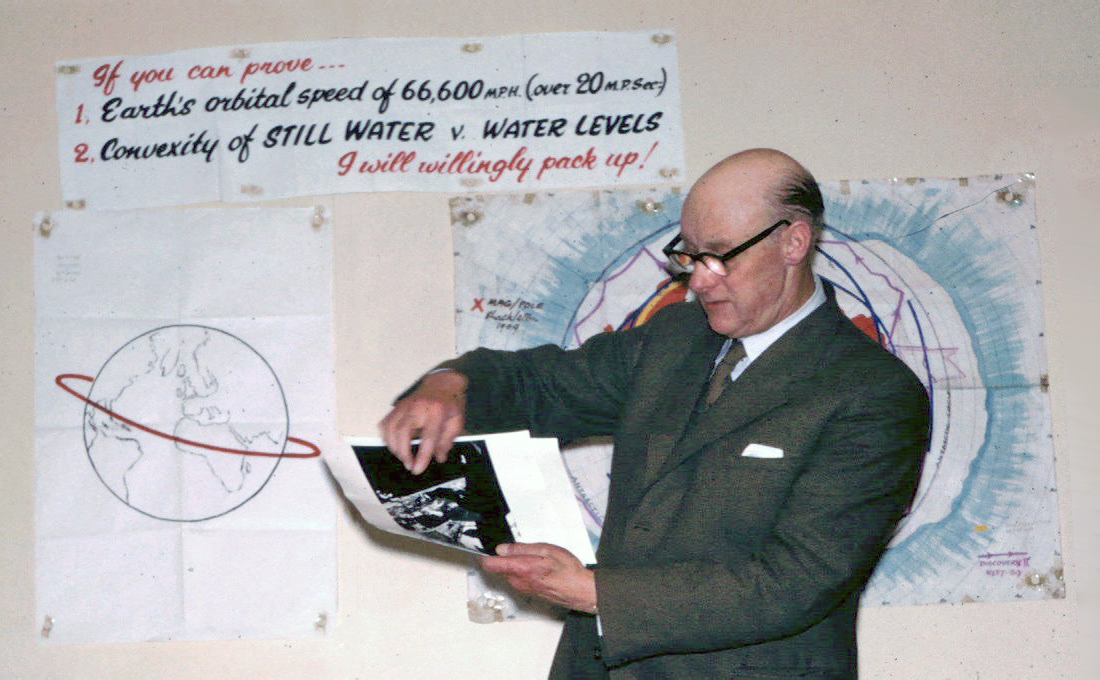
Сэмюэл Шентон

В 1956 году Сэмюэл Шентон возродил Всемирное зететическое общество под названием Международное общество плоской Земли. На посту президента общества в 1971 году его сменил Чарльз Джонсон. За три десятилетия президентства Джонсона число сторонников общества значительно увеличилось. Общество распространяло информационные бюллетени, листовки и тому подобную литературу, в которых отстаивалась модель плоской Земли. В лице своих руководителей общество утверждало, что высадка человека на Луну была мистификацией, снятой в Голливуде по сценарию Артура Кларка либо Стенли Кубрика.
По заявлениям сторонников общества, несогласные с их точкой зрения составили заговор с целью скрыть от людей правду.

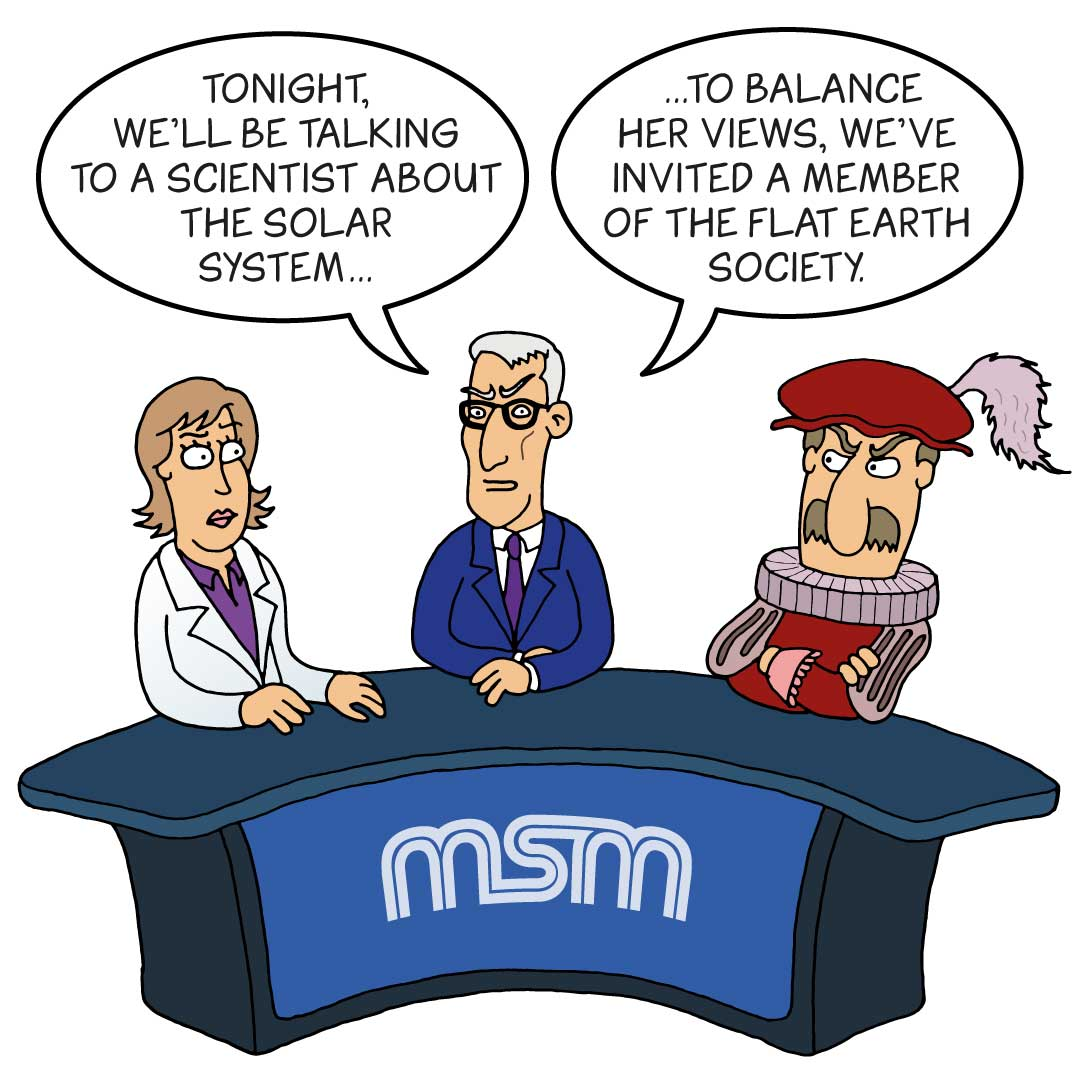
Ложный баланс в СМИ, Джон Кук, Skeptical Science: «В сегодняшнем ночном эфире мы побеседуем с учёным о Солнечной системе …Чтобы сбалансировать её взгляды, мы пригласили члена Общества плоской Земли»

Космология общества включает следующие положения:
- Земля считается плоским диском 40 000 километров в диаметре, с центром в районе Северного полюса.
- Солнце и Луна вращаются над поверхностью Земли. То же самое происходит со звёздами.
- Гравитация отрицается. Сила тяжести возникает в результате движения Земли вверх с ускорением 9,8 м/с²[4]. Благодаря искривлению пространства-времени так можно ускоряться бесконечно долго.
- Южного полюса не существует. Антарктика считается ледяной стеной, опоясывающей мир.
- Все фотографии Земли из космоса считаются подделками[5].

По словам Чарльза К. Джонсона, под его руководством число членов группы выросло до 3500 человек, но после пожара в его доме в 1997 году, который уничтожил все записи и контакты членов общества, оно начало сокращаться. 
Вскоре после этого умерла жена Джонсона, которая помогала вести базу данных членов общества. 
Сам Джонсон умер 19 марта 2001 года и дальнейшее существование Международного общества плоской Земли находится под вопросом.